# Viv Anderson
Vivian "Viv" Alexander Anderson (Nottingham, Inglaterra, 29 de julio de 1956) es un exfutbolista inglés, se desempeñaba como defensa. Fue internacional 10 años con la selección de fútbol de Inglaterra.

## Clubes
| Club                | País       | Año         | Partidos | Goles |
| Nottingham Forest   | Inglaterra | 1974 - 1984 | 328      | 15    |
| Arsenal FC          | Inglaterra | 1984 - 1987 | 120      | 9     |
| Manchester United   | Inglaterra | 1987 - 1991 | 54       | 3     |
| Sheffield Wednesday | Inglaterra | 1991 - 1993 | 70       | 8     |
| Barnsley FC         | Inglaterra | 1993 - 1994 | 20       | 3     |
| Middlesbrough FC    | Inglaterra | 1994 - 1995 | 2        | 0     |

## Palmarés

### Campeonatos nacionales
| Título           | Equipo            | País       | Año     |
| ---------------- | ----------------- | ---------- | ------- |
| Copa de la Liga  | Nottingham Forest | Inglaterra | 1977-78 |
| Primera División | Nottingham Forest | Inglaterra | 1977-78 |
| Charity Shield   | Nottingham Forest | Inglaterra | 1978    |
| Copa de la Liga  | Nottingham Forest | Inglaterra | 1978-79 |
| Copa de la Liga  | Arsenal FC        | Inglaterra | 1986-87 |

### Campeonatos internacionales
| Título              | Equipo            | Sede      | Año     |
| ------------------- | ----------------- | --------- | ------- |
| Copa de Europa      | Nottingham Forest | Múnich    | 1978-79 |
| Supercopa de Europa | Nottingham Forest | Barcelona | 1979    |
| Copa de Europa      | Nottingham Forest | Madrid    | 1979-80 |

## Vida personal
Su hijo, Charlie, actualmente juega en el Macclesfield Town.
- Datos: Q357281
- Multimedia: Viv Anderson / Q357281